# 7-Amino-4-hydroxynaphthalin-2-sulfonsäure
7-Amino-4-hydroxy-2-naphthalinsulfonsäure ist eine der Aminohydroxynaphthalinsulfonsäuren, die als industrielle Zwischenprodukte zur Synthese von organischen, wasserlöslichen Farbstoffen wichtig sind. 
Sie hat verschiedene Trivialnamen, beispielsweise I-Säure (kurz für Iso-γ-Säure) oder J-Säure (nach Paul Julius (1862–1931), Direktor der BASF AG) und zählt damit zu den so genannten Buchstabensäuren. 

## Gewinnung und Darstellung
7-Amino-4-hydroxy-2-naphthalinsulfonsäure kann durch alkalische Hydrolyse von 6-Aminonaphthalin-1,3-disulfonsäure hergestellt werden.

## Verwendung
7-Amino-4-hydroxy-2-naphthalinsulfonsäure ist eine viel verwendete Kupplungskomponente zur Herstellung von Azofarbstoffen. Sie ist wichtig zur Herstellung von scharlach-roten (Monoazo-) und rot-braunen (Bisazo-)Farbstoffen.